# CthulhuTech
CthulhuTech es un juego de rol escrito por Matthew Grau y Fraser McKay bajo el sello Wildfire LLC en 2007. La primera edición corrió a cargo de la editorial Mongoose Publishing, quién publicó el juego en blanco y negro. Fue el 01/08/2008 cuando Catalyst Game Labs se hizo cargo de la edición, ofreciendo una edición a todo color. En castellano, originalmente iba a editarlo en 2008 OkGames (editorial hoy desaparecida). Finalmente apareció en 2011 bajo el sello Edge Entertainment.
CthulhuTech utiliza el sistema de reglas Framewerk, que prioriza la historia y el flujo dramático de los acontecimientos por encima de otros sistemas más detallados pero lentos y complejos..
El juego cuenta con una ambientación única que se basa en la fusión de dos populares géneros de ficción: los Mitos de Cthulhu y los mechas típicos del anime japonés. Combina elementos de ambos universos para ofrecer una ambientación variada y que permite enfocar partidas y campañas desde múltiples puntos de vista. Hay horrores cósmicos, dioses primigenios dispuestos a erradicar la raza humana, monstruosidades de otros planos, magia arcana, pérdida de cordura, sectas. Y al mismo tiempo, robots gigantes, pilotos, artillería pesada, mutantes, megacorporaciones, ciudades-fortaleza de estilo ciberpunk, acción futurista. Todos esos elementos están disponibles a la hora de configurar una partida, resultando en módulos potencialmente muy variados.
Cabe destacar que el juego fue finalista del Origins Award en la categoría Best Game of the Year 2008.